# Песчанка (Красноградский район)
Песча́нка (укр. Піща́нка) — село, Песчанский сельский совет, Красноградский район, Харьковская область, Украина.
Код КОАТУУ — 6323385501. Население по переписи 2001 года составляет 5425 (2511/2914 м/ж) человек.
Является административным центром Песчанского сельского совета, в который, кроме того, входят посёлок Покровское и село Новоселовка.

## Географическое положение
Село Песчанка находится у истоков реки Песчанка в 3-х км от реки Берестовая, примыкает к городу Красноград. Через село проходят автомобильные дороги М-18 и Р-11.

## История
- 1740 — дата основания.

## Происхождение названия
На территории современной Украины имеются 6 населённых пунктов с названием Песчанка.
Рядом были различные слободы и сёла с названием Пески и Песчанка, например Пески Изюмские (в Изюмском уезде, место обретения Песчанской иконы Божией матери в 1754 году, ныне Изюм), Пески Двуречанские (в Купянском уезде), Пески Радьковские (в Купянском уезде), Песчанка (в Купянском уезде), Пески Валковские (в Валковском уезде), Пески Харьковские (предместье Харькова, ныне Харьков), Пески Волчанские (предместье Волчанска, ныне Волчанск) Пески Змиевские (в Змиевском уезде), Песочин Харьковский в Харьковском уезде, Песочин Богодуховский в Богодуховском уезде.

## Экономика
- Молочно-товарная и птице-товарная фермы.
- Агрофирма «Нива».
- Агрофирма «Песчанская».

## Религия
- Свято-Николаевский храм.

## Известные люди
В селе родился Гамов, Дмитрий Васильевич — Герой Советского Союза.